# Anna Maria Taigi
Anna Maria Gesualda Antonia Taigi (Siena, 29 de maio de 1769 – Roma, 9 de junho de 1837) foi uma mãe de família italiana, visionária, mística, profetisa e terceira trinitária beatificada pelo Papa Bento XV em 1920.

## Vida
Taigi nasceu em Siena, onde seus pais eram donos de uma farmácia. Quando Anna Maria tinha cinco anos, a família perdeu tudo e acabou sendo obrigada a mudar para Roma em busca de outras oportunidades. Em 1789, ela se casou com Dominico Taigi, servidor da rica família Chigi, e tiveram sete filhos, três deles falecidos em tenra idade. Em 1790 foi aceita como terciaria trinitária.
Em vida tinha fama de possuir dons místicos e de cura. Entre seus carismas é digno de nota um sol luminoso que brilhava diante dela durante 47 anos, e no qual via os acontecimentos passados e futuros e o estado das almas, tanto vivos como falecidos.
Logo depois, ela foi publicamente recebida como terceira entre os trinitários em San Carlo alle Quattro Fontane. Tendo encontrado seus mentores espirituais, ela rapidamente progrediu no "Caminho da Perfeição".
Embora ela não fosse rica, Anna Maria era muito caridosa e, entre os hospitais que ela visitava regularmente, seu preferido era São Tiago dos Incuráveis. Durante muitos anos, enquanto rezava em sua capela, Anna Maria experimentava êxtases e frequentemente tinha visões nas quais via o futuro. Sua veneração em Roma começou logo depois de sua morte. Seu corpo foi encontrado incorrupto e acabou sendo transferido várias vezes até finalmente ser sepultado em San Crisogono, no Trastevere.

## Atribuição
- "Ven. Anna Maria Gesualda Antonia Taigi" na edição de 1913 da Enciclopédia Católica (em inglês).  Em domínio público.